# Ptychadena bunoderma
Espèce
Synonymes
- Rana bunoderma Boulenger, 1907
- Ptychadena buneli Monard, 1937 "1936"

Statut de conservation UICN

 LC  : Préoccupation mineure
Ptychadena bunoderma est une espèce d'amphibiens de la famille des Ptychadenidae.

## Répartition
Cette espèce est endémique du centre-Sud-Ouest de l'Afrique. Elle se rencontre, :
- dans le centre de l'Angola ;
- dans le nord-ouest de la Zambie,

Sa présence est incertaine en République démocratique du Congo.

## Publication originale
- Boulenger, 1907 : Descriptions of three new lizards and a new frog, discovered by Dr. W. J. Ansorge in Angola. Annals and Magazine of Natural History, sér. 7, vol. 19, no 26, p. 212-214 (texte intégral).